# Lo Kuo-Hui
Lo Kuo-Hui (26 de Setembro de 1985) é um beisebolista de Taiwan e competiu nos Jogos Olímpicos de Verão de 2008.